# Niedomice (przystanek kolejowy)
Niedomice – nieczynny przystanek kolejowy w Niedomicach, w województwie małopolskim, w Polsce, na linii Tarnów – Szczucin koło Tarnowa. Znajduje się tu 1 peron.